# Castrillo de la Reina
Castrillo de la Reina település Spanyolországban, Burgos tartományban. Castrillo de la Reina Quintanar de la Sierra, Palacios de la Sierra, Moncalvillo, Cabezón de la Sierra, Hacinas, Salas de los Infantes és Valle de Valdelaguna községekkel határos. Lakosainak száma 158 fő (2024).

## Népesség
A település népessége az utóbbi években az alábbiak szerint változott:
| Lakosok száma | 276  | 254  | 252  | 234  | 228  | 206  | 202  | 177  | 173  | 158  |
|               | 2001 | 2004 | 2006 | 2009 | 2011 | 2014 | 2016 | 2019 | 2021 | 2024 |